# Don Francisco Bernardo de Quiros
Don Francisco Bernardo de Quiros est un diplomate espagnol.

## Biographie
Don Francisco Bernardo de Quiros a exercé la fonction d'ambassadeur extraordinaire d'Espagne auprès des États-Généraux des Provinces-Unies en 1700 et 1701, au début de la guerre de succession d'Espagne.
Don Francisco Bernardo de Quiros a été nommé ministre plénipotentiaire des Pays-Bas espagnols en 1708. Les lettres du roi Charles III le nommant son ministre plénipotentiaire aux Pays-Bas ont été émises le 4 août 1708,

### Sources et bibliographie
- Mémoire de Son excellence Don francisco Bernardo de Quiros, 1701, 12 p. (lire en ligne).
- Louis-Prosper Gachard, Documents inédits concernant l'histoire de la Belgique, vol. 3, Louis Hauman et Comp, libraires (Bruxelles), 1835, 522 p. (lire en ligne).
- Liste chronologique des édits et ordonnances des Pays-Bas autrichiens de 1751 à 1794 : deuxième partie - de 1781 à 1794, Devroye et Cie, 1858, 465 p. (lire en ligne).